# Psoralea ensifolia
Psoralea ensifolia là một loài thực vật có hoa trong họ Đậu. Loài này được (Houtt.) Merr. miêu tả khoa học đầu tiên.